# El Casar metróállomás
El Casar egy metróállomás Spanyolország fővárosában, Madridban a madridi metró 12-es vonalán. A későbbiekben a 3-as vonalat is meghosszabbítják az állomásig. Tulajdonosa és üzemeltetője a Consorcio Regional de Transportes de Madrid.

## Metróvonalak
Az állomást az alábbi vasút- és metróvonalak érintik:
- 12-es metróvonal

## Kapcsolódó állomások
A metróállomáshoz az alábbi állomások vannak a legközelebb:
- Juan de la Cierva (Puerta del Sur, 12-es metróvonal)
- Los Espartales (Puerta del Sur, 12-es metróvonal)